# Benedict Kiely
Benedict Kiely (Omagh, 15 augustus 1919 - Dublin, 9 februari 2007) was een Iers schrijver en journalist. 
Al jong wilde de in Noord-Ierland geboren Kiely schrijver worden. Tot zijn voorbeelden rekende hij schrijvers als George Bernard Shaw, H.G. Wells en Jonathan Swift. Na zijn schooltijd studeerde hij in Dublin Engels en geschiedenis. 
In 1941 startte hij zijn loopbaan als journalist en radiopresentator. In 1945 verscheen zijn eerste roman en meer dan een dozijn andere werken zou volgen.
- Bibliothèque nationale de France: cb12095785n (data)
- Gemeinsame Normdatei: 122037138
- International Standard Name Identifier: 0000 0001 1631 1901
- Library of Congress Control Number: n79150453
- MusicBrainz: 226404f9-e236-4381-ac0e-0247f3307dc0
- Nationale Bibliotheek van Tsjechië: kup19960000048036
- Nationale Bibliotheek van Israël: 987007278208105171
- Nederlandse Thesaurus van Auteursnamen: 06899639X
- Système universitaire de documentation: 029302722
- Virtual International Authority File: 44326385
- WorldCat: E39PBJhMkxCkPTft9BCDj99xDq